# Campionati mondiali di sci alpino 1932
I  Campionati mondiali di sci alpino 1932 si svolsero a Cortina d'Ampezzo in Italia.

## Uomini

### Discesa libera
| Posizione | Atleta            | Nazione  |
| --------- | ----------------- | -------- |
| 1         | Gustav Lantschner | Austria  |
| 2         | David Zogg        | Svizzera |
| 3         | Otto Furrer       | Svizzera |

### Slalom
| Posizione | Atleta        | Nazione  |
| --------- | ------------- | -------- |
| 1         | Friedl Däuber | Germania |
| 2         | Otto Furrer   | Svizzera |
| 3         | Hans Hauser   | Austria  |

### Combinata
| Posizione | Atleta            | Nazione  |
| --------- | ----------------- | -------- |
| 1         | Otto Furrer       | Svizzera |
| 2         | Hans Hauser       | Austria  |
| 3         | Gustav Lantschner | Austria  |

## Donne

### Discesa libera
| Posizione | Atleta                 | Nazione |
| --------- | ---------------------- | ------- |
| 1         | Paula Wiesinger        | Italia  |
| 2         | Inge Wersin-Lantschner | Austria |
| 3         | Hady Lantschner        | Austria |

### Slalom
| Posizione | Atleta             | Nazione       |
| --------- | ------------------ | ------------- |
| 1         | Rösli Streiff      | Svizzera      |
| 2         | Durell Sale-Barker | Gran Bretagna |
| 3         | Doreen Elliot      | Gran Bretagna |

### Combinata
| Posizione | Atleta                 | Nazione  |
| --------- | ---------------------- | -------- |
| 1         | Rösli Streiff          | Svizzera |
| 2         | Inge Wersin-Lantschner | Austria  |
| 3         | Hady Lantschner        | Austria  |

## Medagliere
| Pos | Nazione       | Oro | Argento | Bronzo | Totale |
| --- | ------------- | --- | ------- | ------ | ------ |
| 1   | Svizzera      | 3   | 2       | 1      | 6      |
| 2   | Austria       | 1   | 3       | 4      | 8      |
| 3   | Germania      | 1   | 0       | 0      | 1      |
| 4   | Italia        | 1   | 0       | 0      | 1      |
| 5   | Gran Bretagna | 0   | 1       | 1      | 2      |